# Platyscapa tjahela
Platyscapa tjahela is een vliesvleugelig insect uit de familie vijgenwespen (Agaonidae). De wetenschappelijke naam is voor het eerst geldig gepubliceerd in 1975 door Abdurahiman & Joseph.